# Jiyuan
Jiyuan (en chino, 济源; pinyin, Jǐyuán; Wade-Giles, chi yüan; transcripción antigua, Tsi yuan (escuchar)ⓘ [yuan])   es una subprefectura en el suroeste de la provincia de Henan, República Popular de China.Limita con las ciudades de Jiaozuo y Luoyang al oeste y Luoyang hacia el este, así como la provincia de Shanxi, al norte. Su área es de 1898 km² y su población total para 2020 superó los 700 mil habitantes.

## Administración
A julio de 2025, la Subprefectura Jiyuan se divide en 16 pueblos  administrados en 5 subdistritos y 11  poblados.

## Toponimia
El topónimo Jiyuan [/chi-yuán/] significa literalmente "la fuente de Ji (济水)", un antiguo río que en el periodo de la inundaciones fue unido al río Amarillo.

## Historia
Jiyuan fue un condado perteneciente a la ciudad de Jiaozuo en el pasado, luego se dividió en ciudad. El río Ji —uno de los antiguos Cuatro Ríos, con el río Yangtsé, el río Amarillo y el río Huai— se origina en Jiyuan. Literalmente, la fuente del Ji, de ahí deriva su nombre, es por eso que tiene cultivos de trigo, maní, algodón, camote, maíz entre otros. Jiyuan, a diferencia de otras regiones de China, no tiene la grave sequía o una inundación, pero es muy caliente. 
De acuerdo con los últimos hallazgos arqueológicos, desde hace unos 10 000 años, precisamente en el final del Paleolítico y el comienzo del Neolítico, la gente ha vivido aquí. Solía ser la capital de la dinastía Xia, y fue bien conocido por su riqueza entre el Período Reinos Combatientes y de la dinastía Han.

## Clima
| Parámetros climáticos promedio de Jiyuan | Parámetros climáticos promedio de Jiyuan | Parámetros climáticos promedio de Jiyuan | Parámetros climáticos promedio de Jiyuan | Parámetros climáticos promedio de Jiyuan | Parámetros climáticos promedio de Jiyuan | Parámetros climáticos promedio de Jiyuan | Parámetros climáticos promedio de Jiyuan | Parámetros climáticos promedio de Jiyuan | Parámetros climáticos promedio de Jiyuan | Parámetros climáticos promedio de Jiyuan | Parámetros climáticos promedio de Jiyuan | Parámetros climáticos promedio de Jiyuan | Parámetros climáticos promedio de Jiyuan |
| Mes                                      | Ene.                                     | Feb.                                     | Mar.                                     | Abr.                                     | May.                                     | Jun.                                     | Jul.                                     | Ago.                                     | Sep.                                     | Oct.                                     | Nov.                                     | Dic.                                     | Anual                                    |
| ---------------------------------------- | ---------------------------------------- | ---------------------------------------- | ---------------------------------------- | ---------------------------------------- | ---------------------------------------- | ---------------------------------------- | ---------------------------------------- | ---------------------------------------- | ---------------------------------------- | ---------------------------------------- | ---------------------------------------- | ---------------------------------------- | ---------------------------------------- |
| Temp. máx. media (°C)                    | 5.6                                      | 7.8                                      | 13.9                                     | 20.6                                     | 26.7                                     | 31.7                                     | 31.7                                     | 30                                       | 25.6                                     | 20.6                                     | 13.9                                     | 7.8                                      | 19.6                                     |
| Temp. mín. media (°C)                    | -3.3                                     | -1.1                                     | 2.8                                      | 8.9                                      | 15                                       | 20                                       | 22.8                                     | 21.7                                     | 15.6                                     | 10                                       | 2.8                                      | -2.2                                     | 9.4                                      |
| Precipitación total (mm)                 | 7.6                                      | 12.7                                     | 25.4                                     | 38.1                                     | 53.3                                     | 66                                       | 142.2                                    | 96.5                                     | 78.7                                     | 45.7                                     | 27.9                                     | 10.2                                     | 604.5                                    |
| Fuente: Weatherbase                      |                                          |                                          |                                          |                                          |                                          |                                          |                                          |                                          |                                          |                                          |                                          |                                          |                                          |